# Thomas Howard (3e comte de Berkshire)
Pour les articles homonymes, voir Thomas Howard.
Thomas Howard, 3e comte de Berkshire (14 novembre 1619 - 12 avril 1706) est un pair anglais. 

## Biographie
Il est le deuxième fils de Thomas Howard (1er comte de Berkshire).
Il représente Wallingford au Parlement de 1640 à 1646. Il est colonel d'un régiment de cavalerie royaliste en 1643, puis brigadier. En 1661, après la Restauration anglaise, il est récompensé avec le poste de secrétaire du greffier des marchés de la maison. Il hérite du comté après la mort de son frère sans enfant, Charles, en 1679. Son petit-neveu, Henry Howard (11e comte de Suffolk), lui succède. Il réunit alors les comtés de Suffolk et de Berkshire.
Il est réputé avoir eu au moins un enfant illégitime, Moll Davis, qui devient actrice et maîtresse de Charles II et lui enfante une fille, Lady Mary Tudor qui épouse le comte de Derwentwater. Moll Davis est née vers 1648 à Westminster et le célèbre diariste Samuel Pepys la qualifie de "bâtard de Collonell Howard, mon seigneur Barkeshire", ce qui signifie probablement Thomas Howard, troisième comte de Berkshire.